# Madártej
A madártej francia eredetű desszert, mely tojásfehérjéből felvert habgaluskákat tartalmazó vaníliás tejsodó.

## Története
Bár a Közép-Európában elterjedt változat egy klasszikus francia desszert az œufs à la neige („tojások a hóban”) a 19. század elején megjelent receptje alapján készül, ennek eredeti, 17. századi verziója még sós vajjal elkevert és felfőzött tojássárgáját, valamint belékevert tojásfehérje-habot jelentett, amelyet azután tálaláskor édesítettek.
A francia konyhában eközben egy másik változat is nagyon elterjedt îles flottantes („úszó szigetek”) néven. Ennek első írásos említése érdekes módon Amerikából származik, mégpedig Benjamin Franklin egy 1771-es leveléből. Noha az angol/amerikai floating island receptje eredetileg inkább cseresznyepálinkával átitatott és baracklekvárral megkent piskótát tartalmazott, később szinte teljesen azonossá vált a másik desszerttel, annyi különbséggel, hogy itt a tojásfehérjét a szufléhoz hasonlóan vízfürdőben, sütőben készítik és a kisebb galuskák helyett, egy nagyobb habsziget „úszik” az angolkrém-tükör tetején, amit karamellával is leöntöttek és megszórtak pirított mandulaszeletekkel.

## Elnevezésének eredete
A „madártej” szó a 18. század közepétől sok európai nyelvben megjelent, mint a képzeletbeli, misztikus ételeket jelölő kifejezés. 1834-től már a tejből és tojásból készített édes étel jelentésben is felbukkant. Emiatt feltételezhető, hogy a szó vándorkifejezés, ami egy nem létező ételre utalt (a madár teje).

## Elkészítése

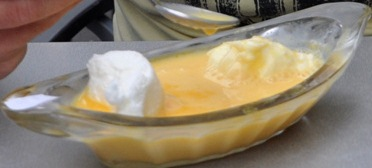
Madártej üvegtálban tálalva

1. változat: A tojásfehérjét egy csipet sóval és cukorral kemény habbá verik, majd forrásban lévő, vaníliás, cukros tejbe szaggatják. Hideg angolkrémen (crème anglaise) tálalják.
2. változat: Cukorból karamellt készítenek és a szufflé-formákat 1/2 cm magasan felöntik vele. A tojásfehérjét csipetnyi sóval és cukorral kemény habbá verik, majd a formákba adagolják. A formákat vízfürdőbe állítva, sütőben hőkezelik, majd kihűlés után a formákból angolkrémre fordítják. Tetejét megszórják pirított mandulaszeletekkel.
3. változat: A sóval és cukorral felvert tojáshabot mikrohullámú sütőben hőkezelik, kifordítják, felszeletelik, majd angolkrémen tálalják.